# Decaedro

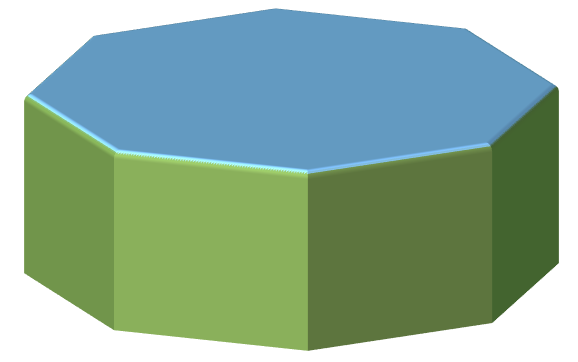
Prisma octogonal.

Un decaedro (del griego δέκα "diez" y ἕδρα "asiento") es un poliedro que tiene diez caras. Entre los decaedros construidos a partir de polígonos regulares se encuentran:
- Bipirámide pentagonal
- Prisma octogonal
- Antiprisma cuadrado
- Cúpula cuadrada

Un tipo de decaedro muy utilizado en los juegos de rol es el dado de diez caras, cuya notación escrita es «D10» y cuya forma es un trapezoedro pentagonal.